# Marco Laterza

Marco Laterza es un modelo suizo de fitness y entrenador de fuerza. Es conocido por aparecer en varias portadas de las principales revistas de fitness.

## Primeros años y carrera
Laterza tiene su sede en Urdorf, Suiza. Marco era un joven gimnasta durante su adolescencia. Sufrió una lesión en la rodilla durante una sesión de entrenamiento a la edad de 16 años, lo que cerró la perspectiva de su carrera gimnástica. After finishing his study, Marco had started a professional banking career in his early ages. Antes de comenzar una carrera seria como modelo de fitness, Laterza solo había aparecido de niña en algunas sesiones de fotos de peinados locales. Fue reconocido por primera vez como un posible modelo de fitness en la feria Fitness and Sports de Colonia en 2013. Ha sido elegido para sesiones de portada en las principales revistas de fitness como - Men's Health, Muscle and Fitness, Fitness Mag, Menz Physique, Hot Physique, Olympian's, Kettlebell Mag, Welt Vegan, Muscle & Performance. Se le encuentra difundiendo consejos de fitness, bronceados nutricionales y ofreciendo asesoramiento sobre fitness y fuerza. Marco es conocido por cumplir con la dieta vegana y es un defensor de la dieta basada en plantas. Ha estado siguiendo esa dieta después de sufrir "Colitis linfocítica" en 2017.